# Такыр (Павлодарская область)
Такыр (каз. Тақыр) — село в Аккулинском районе Павлодарской области Казахстана. Входит в состав Баймульдинского сельского округа. Код КАТО — 555235200.

## Население
В 1999 году население села составляло 432 человека (211 мужчин и 221 женщина). По данным переписи 2009 года, в селе проживало 310 человек (145 мужчин и 165 женщин).